# Rajon Osjorsk
Der Rajon Osjorsk ist eine Verwaltungseinheit in der russischen Oblast Kaliningrad. Er befindet sich im Südosten der Oblast in einem sehr strukturschwachen und dünn besiedelten Gebiet, direkt an der EU-Außengrenze zu Polen.
Seit 2015 besteht der Rajon nur noch administrativ-territorial und wird mit Administrativer Rajon Osjorsk (russisch Озёрский административный район) bezeichnet. Die kommunale Selbstverwaltung wird als Munizipalkreis organisiert, dessen Verwaltungssitz die Stadt Osjorsk (Darkehmen/Angerapp) ist. 

## Geographie

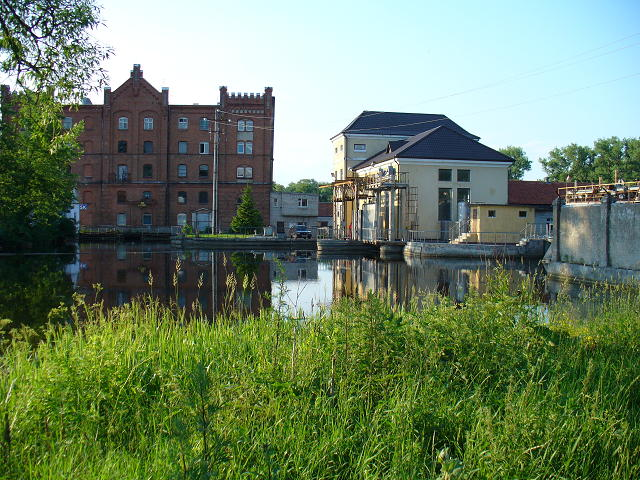
Die Angrapa bei Osjorsk

Der Rajon wird von Süden nach Norden vom Fluss Angrapa (Angerapp) durchzogen, der hier eine sehr waldreiche Landschaft mit versteppten Weiden durchquert.

## Kommunale Selbstverwaltung
Auf dem Territorium des Rajons Osjorsk besteht die kommunale Selbstverwaltungseinheit Munizipalkreis Osjorsk (ru. Озёрский муниципальный округ, Osjorski munizipalny okrug) mit der Stadt Osjorsk und 101 weiteren Siedlungen (ru. possjolok).

## Wirtschaft
Haupterwerbszweig der Bevölkerung ist die Landwirtschaft.

## Verkehr

### Schienen
Durch das Rajonsgebiet verläuft heutzutage keine Eisenbahnstrecke mehr. Einen Großteil des Personenverkehrs übernehmen neben dem Individualverkehr lokale Linienbusse.

### Straßen
Der Rajon liegt auch ein wenig abseits der großen Straßen. Ganz im Westen bei Sadowoje berührt das Rajonsgebiet die Regionalstraße 27A-037 (ex A 197) von Tschernjachowsk nach Krylowo, und eben von dieser Straße zweigt bei Kamenka die Regionalstraße 27A-025 (ex R 508) ab, die in nordöstlicher Richtung durch den Rajon über Osjorsk nach Gussew verläuft. In der Rajonstadt trifft sie auf die Regionalstraße 27A-043 (ex R 517) aus Richtung Tschernjachowsk zur russisch-polnischen Grenze in der Nähe von Gołdap.

## Geschichte
Der Rajon wurde am 7. April 1946 als Darkemenski rajon gegründet. Sein Gebiet entsprach ungefähr dem des bis 1945 existierenden Kreises Darkehmen (1938 bis 1945 „Kreis Angerapp“), dessen südlichster Teil nach der neuen Grenzziehung infolge des Zweiten Weltkriegs allerdings zu Polen kam. Zuständig für den Rajon war ab Ende Mai 1946 zunächst die „Verwaltung für zivile Angelegenheiten des Rajons Darkehmen“ (ru. Управление по гражданским делам Даркеменского района, Uprawlenie po graschdanski delam Darkehmenskowo rajona).
Am 7. September 1946 wurde die Stadt Darkehmen (1938 bis 1945 „Angerapp“) in Osjorsk umbenannt und der Rajon in Osjorski rajon. Im Sommer 1947 wurde zur Verwaltung des Rajons das Exekutivkomitee des Osjorsker Rajonsowjets der Abgeordneten der Werktätigen ernannt (ru. Исполнительный комитет Озёрского районного Совета депутатов трудящихся, Ispolnitelny komitet Osjorskowo rajonowo Soweta deputatow trudjaschtschichsja; kurz: Озёрский Райисполком, Osjorski Rajispolkom).
Von 1963 bis 1965 war während einer kurzzeitigen allgemeinen Verwaltungsreform der Rajon Tschernjachowsk an den Rajon Osjorsk angegliedert. Im Jahr 1977 wurde der Begriff „der Abgeordneten der Werktätigen“ durch „der Volksabgeordneten“ ersetzt (ru. народных депутатов, narodnych deputatow). Nach dem Zerfall der Sowjetunion wurde im Jahr 1992 die Rajonverwaltung in Administration des Rajons Osjorsk (ru. Администрация Озёрского района, Administrazija Osjorskowo rajona) umbenannt.
Im Jahr 1998 wurde auf dem Territorium des Rajons Osjorsk die (gleichnamige) kommunale Selbstverwaltungseinheit Rajon Osjorsk eingerichtet. Im Jahr 2004 bekam diese Verwaltungseinheit den Status eines Stadtkreises (ru. Озёрский городской округ, Osjorski gorodskoi okrug). Der Stadtkreis Osjorsk wurde von der Gerichtsbarkeit jedoch verworfen. Daraufhin bekam die Verwaltungseinheit im Jahr 2008 den Status eines „munizipalen“ Rajons und wurde mit Munizipaler Rajon Osjorsk (ru. Озёрский муниципальный район, Osjorski munizipalny rajon) bezeichnet; darin wurde die kommunale Selbstverwaltung auf die lokale Ebene ausgeweitet und die bestehenden sechs Dorfbezirke in drei Landgemeinden umgewandelt. Im Jahr 2015 wurde die kommunale Selbstverwaltung (wieder) als Stadtkreis organisiert. Im Jahr 2022 wurde der Stadtkreis in einen Munizipalkreis umgewandelt.

### Dorfsowjets/Dorfbezirke 1947–2008
| Name           | Verwaltungssitz                         | deutscher Name                                         | Bemerkungen                                                                          |
| -------------- | --------------------------------------- | ------------------------------------------------------ | ------------------------------------------------------------------------------------ |
| Bagrationowski | Bagrationowo seit vor 1968: Uschakowo   | Wikischken (Wiecken) Ströpken                          |                                                                                      |
| Gawrilowski    | Gawrilowo                               | Gawaiten (Herzogsrode)                                 |                                                                                      |
| Lwowski        | Lwowskoje                               | Gudwallen                                              | seit 1963, vorher Otradnowski                                                        |
| Nekrassowski   | Nekrassowo seit vor 1988: Malzewo       | Groß Karpowen (Karpauen) Klein Karpowen (Klein Karpau) |                                                                                      |
| Nowostrojewski | Nowostrojewo                            | Trempen                                                | der Westteil (u. a. der Ort Luschki) kam – vielleicht 1963 – zu Nekrassowski         |
| Oljochowski    | Oljochowo                               | Grieben                                                | bis 1954, dann zu Nowostrojewski                                                     |
| Otradnowski    | Otradnoje                               | Kunigehlen (Stroppau)                                  | bis 1963, dann Lwowski, der Westteil (u. a. der Ort Otradnoje) kam zu Nowostrojewski |
| Pskowski       | Pskowskoje                              | Friedrichsberg                                         | bis 1954, dann zu Gawrilowski                                                        |
| Sadowski       | Sadowoje seit etwa 1970: Krasnojarskoje | Ballethen Sodehnen                                     |                                                                                      |
| Tschistopolski | Tschistopolje                           | Jodszinn (Sausreppen)                                  | bis 1954, dann zu Bagrationowski, etwa 1963 zu Lwowski                               |

Von 1963 bis 1965 gehörten auch die Dorfsowjets Bereschkowski, Kaluschski, Kamenski, Krasnopoljanski, Majowski, Sagorski und Swobodnenski aus dem Rajon Tschernjachowsk zum Rajon Osjorsk.

### Gemeinden 2008–2014

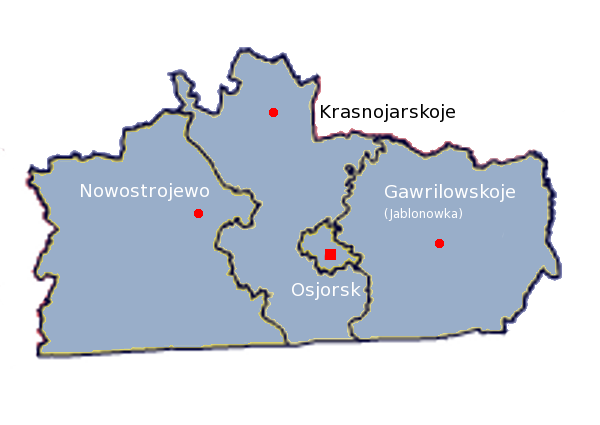
Verwaltungseinteilung des Rajons Osjorsk von 2008 bis 2014

Von 2008 bis 2014 bestand auf dem Territorium des Rajons Osjorsk die kommunale Selbstverwaltungseinheit Munizipaler Rajon Osjorsk, ein sog. „munizipaler“ Rajon, mit der städtischen Gemeinde (gorodskoje posselenije) Osjorskoje mit einer weiteren Siedlung (possjolok) und drei Landgemeinden (selskoje posselenije) mit insgesamt 100 Siedlungen:
| Name             | Verwaltungssitz | deutscher Name                | Anzahl der Orte |
| ---------------- | --------------- | ----------------------------- | --------------- |
| Stadtgemeinde:   |                 |                               |                 |
| Osjorskoje       | Osjorsk         | Darkehmen 1938–1945: Angerapp | 2               |
| Landgemeinden:   |                 |                               |                 |
| Gawrilowskoje    | Jablonowka      | Wilhelmsberg                  | 30              |
| Krasnojarskoje   | Krasnojarskoje  | Sodehnen                      | 31              |
| Nowostrojewskoje | Nowostrojewo    | Trempen                       | 39              |

### Einwohnerentwicklung
| Jahr | Einwohner |
| ---- | --------- |
| 1959 | 19.111    |
| 1970 | 16.404    |
| 1979 | 16.611    |
| 1989 | 16.089    |
| 2002 | 17.239    |
| 2010 | 15.316    |
| 2021 | 12.664    |

### Funktionsträger

#### Parteisekretäre der WKP(B)/KPdSU 1947–1991
- 1947–1948: W. W. Toxubajew (В. В. Токсубаев)
- 1948–1950: Dmitri Semjonowitsch Putkin (Дмитрий Семёнович Путкин)
- 1950–1955: Iwan Alexandrowitsch Anziferow (Иван Александрович Анциферов)
- 1955–1960: Wladimir Jefremowitsch Jakutowitsch (Владимир Ефремович Якутович)
- 1960–1962: Kusma Panfilowitsch Kostetschko (Кузьма Панфилович Костечко)
- 1963–1965: Konstantin Wassiljewitsch Firsakow (Константин Васильевич Фирсаков)
- 1965–1975: Pawel Petrowitsch Iljinych (Павел Петрович Ильиных)
- 1975–1983: Alexandr Pawlowitsch Barabuschka (Александр Павлович Барабушка)
- 1983–1987: Iwan Dmitrijewitsch Jewsjutkin (Иван Дмитриевич Евсюткин)
- 1987–1989: Lidija Fedotowna Sjomina (Лидия Федотовна Сёмина)
- 1989–1991: Andrei Grigorjewitsch Akawity (Андрей Григорьевич Акавитый)

#### Vorsitzende
- 1946–1950: Alexei Iwanowitsch Petuschkow (Алексей Иванович Петушков)
- 1950–1951: D. F. Krjukow (Д. Ф. Крюков)
- 1951–1955: A. I. Sutschkow (А. И. Сучков)
- 1955–1958: G. S. Babin (Г. С. Бабин)
- 1958–1959: A. I. Sutschkow (А. И. Сучков)
- 1959–1963: N. I. Puschmenkow (Н. И. Пушменков)
- 1963–1971: Chamset Sakirowitsch Petow (Хамзет Закирович Петов)
- 1971–1977: N. I. Gordejew (Н. И. Гордеев)
- 1977–1983: Iwan Dmitrijewitsch Jewsjutkin (Иван Дмитриевич Евсюткин)
- 1983–2000: Nikolai Iwanowitsch Kriwda (Николай Иванович Кривда)
- 2000–2009: Sergei Kirillowitsch Kusnezow (Сергей Кириллович Кузнецов)
- 2009–2012: Anatoli Wladimirowitsch Swetkin (Анатолий Владимирович Светкин)
- 2012–2013: Anna Pawlowna Sinkewitsch (Анна Павловна Зинкевич) (i. V.)
- 2013–2015: Wiktor Wazlawowitsch Pusyrewski (Виктор Вацлавович Пузыревский)
- 2015–2019: Wladislaw Witaljewitsch Nikonorow (Владислав Витальевич Никоноров)
- seit 2019: Natalja Iwanowna Makrezkaja (Наталья Ивановна Макрецкая)

#### Verwaltungschefs
sofern nicht gleichzeitig Vorsitzende
- 2015–2019: Natalja Iwanowna Makrezkaja (Наталья Ивановна Макрецкая)
- seit 2019: Natalja Alexandrowna Stroganowa (Наталья Александровна Строганова)